# Riohacha
Riohacha oficialment Districte especial turístic i cultural de Riohacha (en wayuunaiki: Süchiimma que tradueix a "Ciutat del riu") és un municipi colombià, capital del departament de La Guajira. S'ubica al centre del mar Carib i al delta del riu Ranchería. És el segon municipi amb major extensió territorial al seu departament i el principal per constituir un vast engranatge d'entitats públiques, bancs i entitats financeres, seu de la Diòcesis de Riohacha; institucions culturals, educatives, escenaris esportius i el seu sector comercial. Té una població estimada de 231 653 habitants distribuïda en 14 corregiments, 8 resguards indígenes i la seva capçalera municipal que s'eixampla allunyant-se de la costa.
Instituïda a mitjan segle xvi, és considerada com una de les ciutats fundada per espanyols més antiga d'Amèrica. La seva història ens demostra un passat de "destrucció i reconstrucció"; el 1596 va ser destruïda pel pirata anglès Francis Drake, a mitjan segle xvii el mar va arrasar gran part de la ciutat, el 1820 les forces patriotes després de lliurar la batalla naval de la Llacuna Salá, van incendiar la ciutat per assegurar que no sigui reocupada per realistes; és per això considerat El Fénix d'Amèrica. En el passat va estar habitada principalment per indígenes bogars, guanebucanes, wiwas i wayúus, aquests dos últims encara viuen al municipi, i des d'aquests temps era considerada un temple o santuari d'enterraments preciosos i "pagaments".
El motiu de l'establiment europeu va ser l'extracció de perles en les seves costes, la qual cosa se li va atribuir el sobrenom de La Perla d'Amèrica. Els espanyols la van constituir com un port marítim i fluvial, la qual fins a mitjan segle XX representava un sector important de la seva economia per importació d'aliments, electrodomèstics, fusta i construcció, begudes i tèxtils; i exportacions de sal marina, cuirs, bestiar, carbó i llenya, entre d'altres; fins que el govern colombià va tancar el port, des de llavors el seu tradicional moll va resultar d'ús turístic i per a la logística de la multinacional Chevron.

## Toponímia
El nom Riohacha existeix des del mateix període de la conquesta i Colonització espanyola terrestre a La Guajira (1526-1536). Existeixen tres versions diferents sobre el seu origen, totes elles relacionades amb l'exploració del paratge de la desembocadura d'un riu a la part mitjana de la Península. La Primera Versió relata el rescat que fa un jove indígena a un batalló espanyol perdut i assedegat, guiant-los cap a la trobada amb el riu; com a recompensa, el capità li obsequia al nadiu 01:00 Destral i bateja el paratge com El Riu de la Destral. La Segona Versió parla del mateix batalló espanyol. El Capità perd la seva Destral emblemàtica en travessar aquest riu; com a consol, el bateja Riu de la Destral. La tercera versió documenta el descobriment d'una bella destral enterrada a la riba del riu per part d'un batalló d'exploradors europeus, que fins al moment creien ser els primers a arribar a aquell lloc. D'aquesta manera, el van anomenar Riu de la Destral.
El vocable Süchiimma significa, en llengua wayuunaiki: Terra del Riu: Süchii (riu) i Mma (terra). La ciutat també és coneguda com a Portal de Perles (en al·lusió al seu origen perlero), l'Capital dels Màgics arreboles (els més bells ocasos del Carib colombià) i la Mestissa del Nord-est (per la seva rica multiculturalitat i els Vents Alisis del Nord-est) .

## Ubicació
La ciutat de Riohacha està situada a la vora del mar Carib i la riba occidental del delta del riu Ranchería, específicament del braç El Riíto. El medi es compon de selva seca constituïda per matolls, lianes, cactàcies i arbres, entre d'altres. A prop de la costa, per efecte de desertització, l'ambient és àrid i el sòl sorrenc. Al sud de la ciutat, el terreny és típic de sabana seca.
Pel que fa al municipi, aquest se situa al centre - occident del Departament La Guajira, sent el segon en major extensió i el primer en població. La majoria del terreny es compon de sòl argilós i sorrenc, especialment a les costes. El relleu el constitueix la plana guajira, la zona nord de la Serra Nevada, i turons independents; els quals donen la característiques d'un mitjà de selva humida a les muntanyes, selva seca al voltant de la llera del riu Ranchería i sabana seca a la plana.

## Història

### Època precolombina
Des de temps prehispánicos, Riohacha i la península de la Guajira ha estat habitada per comunitats indígenes com els Guanebucanes que eren grans orfebres d'or, els caquetíos, makuiras, anates, cuanaos i bogars. Actualment, el territori municipal de Riohacha és habitat per una nombrosa població nativa ameríndia, principalment de la comunitat Wayúu (la llengua és el wayuunaiki de la família lingüística Arawak) i de les comunitats indígenes dels vessants de la Serra Nevada de Santa Marta com els wiwa de llengua Damana, els kogui de llengua koguian i els ika o arhuacos de llengua ikan, totes llengües de la família lingüística Chibcha.

### Colonització espanyola
Durant el segle xvi, el territori peninsular va ser disputat entre les governacions de Santa Marta i Veneçuela, a causa de l'existència de perles. La primera real població a les costes guajiras es va donar el 5 d'agost de 1535 per part de Nicolás Federmann, després de l'ordre del llavors governador de Veneçuela Jorge d'Espira, on va trobar rics jaciments de perles i l'establiria sota el nom de La nostra senyora de les Neus. Un segon fet que marca la colonització d'aquest territori és el posterior trasllat, a principis de 1538, d'una gran població de pescadors de perles provinent de l'illa de Cubagua en la qual es rebatejaria com a Nostra Senyora Santa María dels Remeis del Cap de la Vela. Posteriorment la població és traslladada cap a les riberes de la desembocadura del Riu de la Destral (avui Riu Ranchería), a partir de la segona meitat de l'any 1544 i culminada a mitjans de l'any de 1545, sent batejada La nostra Senyora Santa María dels Remeis del Riu de la Destral, en honor de la imatge de la Verge dels Remeis que, segons la tradició, va ser portada des de la badia perlífera del cap de la Vela quan el seu port va ser atacat i saquejat per pirates anglesos que buscaven perles.
L'explotació i cultiu de perles va ser l'activitat més important d'aquesta població fins a temps recents. En l'any de 1547, Riohacha rep el títol de Ciutat Autònoma a través de dues Cèdules Reials expedides per la Corona Espanyola als mesos de setembre i octubre. En 1596 Riohacha va ser atacada pel pirata anglès Francis Drake quan aquest es va assabentar de la qualitat de les seves perles. El setge a Riohacha va resultar fatal per a la salut de Drake, qui va morir de disenteria a Portobelo, Panamà.
L'any 1769, Riohacha viu la rebel·lió dels wayúu, els qui prenen la ciutat el dia 2 de maig i obliguen els administradors colonials a replantejar un altre ordre de tracte amb els nadius peninsulars. Després d'això, és creada la província de Riohacha.

### Període republicà
El 25 de maig de 1820 va tenir lloc la batalla de la Llacuna Salada que li dona la independència a la ciutat comandada per l'almirall José Prudencio Padilla.
Durant la resta del segle xix Riohacha es relaciona comercialment amb els ports d'Anglaterra, Països Baixos, amb les illes del Carib, Panamà i Nova York. El territori va estar subjecte al departament del Magdalena fins a 1871, any en què es va convertir en territori nacional, conservant aquesta categoria fins a 1898, quan és promoguda a la intendència de la Guajira. El 1911 descendeix a la categoria de comissaria i torna a ser intendència nacional el 1954. S'erigeix departament el 1965.

### Segles XX i XXI
Ja en el segle XX el govern nacional s'apropa a la ciutat i la involucra en la dinàmica social del país. El 1965 passa a ser la Capital del recentment creat departament de la Guajira. Riohacha té una població de 169.000 habitants, conformada per una diversitat ètnica com els Wayuu, els Wiwa, els Kogui i Ika, així com una nombrosa comunitat d'origen afro, mestissos i criolls. D'acord amb els últims plans de desenvolupament, la ciutat apunta a convertir-se en un pol de desenvolupament per a l'ecoturisme i el turisme cultural. Riohacha va ser, al segle xix, el bressol de la música més popular de Colòmbia, avui coneguda com a vallenato.

## Demografia
El municipi té una població total de 167 865 habitants, dels quals 137.629 (81,28%) viuen a la zona urbana i 30.236 (18,72%) a la zona rural.
La població indígena wayúu que no viu en els resguards indígenes és d'aproximadament 11 200 persones per a un total de població wayúu en el Municipi de Riohacha de 33 647. Igualment tenen lloc al municipi les comunitats Wiwa i Kogui, que tenen una població aproximada de 9900 persones, assentades en la jurisdicció del Municipi de Riohacha de la Serra Nevada de Santa Marta.
A partir de la dècada dels 70, la ciutat va viure un enorme procés immigratori que va comportar a l'establiment d'importants colònies conformades per persones provinents d'altres regions de Colòmbia, especialment dels departaments de Magdalena, Bolívar, Sucre, Còrdova, Antioquia i Santander, qui amb la seva idiosincràsia han augmentat la multiculturalitat pròpia del poble riohachero. També van ser importants les onades migratòries dels pobles àrabs a la zona.
Segons el Cens DANE de 2005, 12,2% de la població es reconeix com a afrodescendent, mulat o raizal; un 20,3% es reconeix com a indígena.

## Geografia

### Extensió i localització
Riohacha està situada en la part central esquerra del Departament de la Guajira, aquesta àrea limita al nord amb el Mar Carib, a l'orient amb el Riu Ranchería, Manaure i Maicao, pel sud amb els municipis de Hatonuevo, Barrancas, Distracció, Sant Juan del Cesar i per l'occident amb el municipi de Dibulla i el mar Carib.
El municipi ocupa prop de la quarta part del territori departamental amb una extensió de 491.383 hectàrees de les quals 133.980 pertanyen a zones de resguards indígenes, 134.444 al Parc Nacional Natural Serra de Santa Marta i 4784 al Santuari de Flora i Fauna dels Flamencs.

## Organització polític-administrativa
El Municipi de Riohacha està situat sobre la costa Carib del departament de la Guajira. La seva extensió territorial és de 3.120 km² i està compost per un nucli urbà (Dividit en 10 Comunas), 14 Corregimientos i 8 Resguards Indígenes (7 d'ells pertanyen a l'Ètnia Wayuu i un de la Serra Nevada de Santa Marta compartit per les Ètnies Kogui, Wiwa i Ika -Arhuaco-). Està situat a 1.121 km al nord de Bogotà amb la qual es comunica a través d'un vol aeri d'1 hora i 15 minuts de durada ia 260 km de distància de Barranquilla per via terrestre.
El Municipi de Riohacha està conformat pel nucli urbà i 14 Corregimientos: Gambetes, Tigreras, choles, matetes, Arroyo Arena, Galán, Barbacoes, Tomarrazón, Juan i Mitjà, Las Palmas, Cerrillo, Cotopríx, Monguí i Villa Martín (Machobayo).
La ciutat està integrada per 10 comunes que integren els següents barris:
1. Comuna Centre Històric: Centre, Barri A dalt, Barri A baix, Urbanització El Far.
2. Comuna Nou Centre: Sant Martí de Porres, Els Remeis, El Aqüeducte, El Libertador, Urbanització El Tatual.
3. Comuna Coquivacoa: Coquivacoa, Padilla, José Antonio Galán, Urbanització Sol Tropical, Urbanització Terrasses de Coquivacoa, Paradís, Guapuna, Les Mercès, Luis Antonio Robles, Coquivacoa.
4. Comuna Cooperatiu: 12 d'octubre, Urbanització Marbella, Nou Horitzó, Urbanització Portal de Comfamiliar, Cooperatiu Nou Far, La Napa, Edinson Deluque Pinto, Urbanització Deu, Urbanització Majayura I i II, Jorge Pérez.
5. Comuna Aeroport Almirall Padilla: Cactus I i II, Che Guevara, Las Tunas, Carib, Sant Martí de Lloba, Matajuna, Aeroport, La Pau, Nazareth.
6. Comuna nostra Senyora De Els Remeis: Obrer, 20 de juliol, Sant Francesc, Rojas Pinilla, La Lloma, La nostra Senyora dels Remeis, José Arnoldo Marín, Calancala, Les Viles, Entre Rius, Els Medanos, El Progrés, Luis Eduardo Cuellar, Villa Tatiana, Kepiagua.
7. Comuna Boca Grande: La Collita, Boca Gran, Les Nogueres, Sant Judes, El Comunitari, Les Oliveres, Diví Infant, L'Esperança, 15 de maig, Comfamiliar 2000, Simón Bolívar, Eurare, Buganvilla.
8. Comuna Ecològica Llacuna Salada i El Patró: Camilo Torres, Maria Eugenia Rojas, Ranchería, Villa Laura, Urbanització Vila Armando, Urbanització Bella Vista, Urbanització Solmar, Buenos Aires, Els Cirerers, 7 d'agost, Urbanització Pareigua, Claudia Caterina, Pilar Del Río, Urbanització Wuetapia.
9. Comuna Eco - Turística Riu Ranchería: Urbanització Vila Comfamiliar, Urbanització Vila Del Mar, Urbanització Vila Tatiana, Villa Fàtima.
10. Comuna El Dividivi: Ciutadella El Dividivi, Els Ametllers, Els loters, Vila Sharin, Urbanització La Floresta, Hugo Zúñiga, Urbanització Sant Judes Tadeu, Urbanització Sant Isidre, Vila Yolima, Vila Jardí, 31 d'octubre, Urbanització la Mà de Déu, Les Mercès, Nou Mil·lenni, Urbanització Vila Aurora, Urbanització Taguaira, La Lluita, La Luchita La Província.

## Salut
El Municipi de Riohacha, segons xifres de l'any 2007, compta amb 5 institucions a la xarxa de serveis i un total de 229 llits distribuïts així: 1 hospital de segon nivell amb 67 llits, 4 clíniques amb 162 llits; igualment es compta amb 3 centres de salut i 9 Llocs de Salut

## Educació

### Educació Bàsica
Riohacha compta amb una àmplia xarxa d'institucions educatives amb un nombre aproximat de 10 escoles públiques per a la bàsica secundària (o batxillerat) que distribueixen seus d'educació bàsica primària amb un total mitjana de 13 centres únics per a aquesta formació escolar.
Encara que en realitat hi ha altres escoles que presenten deficiències pel que fa a la seva infraestructura, per la qual cosa, poc són esmentades com a escoles oficials. En general, aquestes escoles se situen a la zona sud de la ciutat.
Pel que fa als corregimientos, cada comunitat principal posseeix una institució educativa per a la primària i secundària, en alguns casos, el mateix centre exerceix les dues formacions en jornades diferents.
L'educació preescolar està distribuïda en els diferents centres on s'imparteix l'educació bàsica primària; i també hi ha una xarxa d'escoles bressol per a menors de tres anys, subvencionat per l'Institut Colombià de Benestar Familiar.
Pel que fa a l'educació privada, hi ha vuit centres que ofereixen educació bàsica primària i secundària, i alguns la pre-escolar.

### Educació superior
La ciutat de Riohacha posseeix amb una àmplia xarxa d'universitats i altres centres d'ensenyament que brinden una sèrie de programes a distància, presencial i semipresencial situades com a seus regionals; encara que algunes utilitzen les seus escolars d'institucions educatives per als processos acadèmics.
- Universitat de la Guajira. Única amb campus universitari. És pública i de règim departamental.
- Fundació Universitària San Martín. (Seu regional amb programes semipresencials)
- Universitat Antonio Nariño. (Seu regional amb programes semipresencials)
- Corporació Universitària Remington (Centre d'atenció tutorial amb programes a Distància)
- Universitat de Pamplona. (Seus en escoles amb programes a distància)
- Universitat Nacional Oberta ia Distància. (Seu regional amb programes semipresencials ia distància).
- Servei Nacional d'Aprenentatge - SENA: Comercial. (Seu regional)
- Servei Nacional d'Aprenentatge - SENA: Industrial. (Seu regional)
- System Center (seu pròpia i en escoles. Educació tècnica)
- Ceotes (Educació tècnica)